# 十八將軍祠
23°40′35″N 120°14′17″E / 23.676284°N 120.238056°E
十八將軍祠，是位於臺灣雲林縣東勢鄉程海村的廟宇，祭祀在1990年8月21日於此地空難身亡的中華民國官兵。

## 歷史

### 由來
1990年8月21日早上7點許，中華民國空軍編號一九○五運輸機，由松山空軍基地起飛，機型是比奇1900，主駕駛為中校飛行官饒丞虎、副駕駛為上尉飛行官端木偉、機工長為任建堂。乘員有總部少將副參謀長林隆獻、作戰署少將副署長甯建中、陸軍總部工兵署少將副署長曹耀一及校級參謀簡東星、傅大元、洪文童、趙克華、鄧合釧、孟幼瑀、梁振楷、周水利、張雄風、馮伯訓、黃俊傑、鄒國華（聘員）。
這群軍官預計前往嘉義水上機場，以視察跑道整建工程（即建安計畫部分施工地段），但此時雲嘉地區大雨，早上7點50分，軍機於雲林縣東勢鄉程海村失事墜毀。原於睡夢中的程海村農民黃川，突聽到巨大聲響便跑出屋外，看見有一架飛機插在地上田裡，地面撞出一個大坑洞。全機十八員計三名少將八名上校三名中校及一名聘員，均遇難殉職。當地主黃東聽聞消息趕來觀看時，已有憲兵擋住。

### 建祠
黃東早年家境貧困，窮得連他父親亡故時都買不起棺木，好不容易才存錢買下這塊地。他認為這些將士和他前世有緣，才會這麼巧墜在自己蔗田中，遂捐該地讓軍方蓋紀念碑，婉拒軍方給予購地錢。就連軍方賠償的新台幣六千元，他都用於請協助清理的官兵吃飯。
因事發農曆七月，村民人心惶惶，流傳各類附會：參謀長林隆「獻」少將、作戰署副署長甯建「中」少將，以及國防部處長傅大「元」上校的名字，恰好組成「獻中元」；地主的黃姓拆開來是廿、一、八、田；農田呈三角形，和戰鬥機外型相似，墜機將士又多是空軍；田面積四分四釐四毛，都是死的諧音。
1991年8月21日，事發一周年，舉行紀念碑落成祭禮。黃東在獻地後，感覺事業日益發達，許多事都能大事化小、逢凶化吉，原本從事甘蔗種苗買賣，一年銷售量過去約一千萬苗，卻爆增至六七千萬苗以上，認為是將士保佑，又想到連日本軍人開飛機墜落身亡都有建立飛虎將軍廟，十八將士是國軍空軍又有將軍，更應建廟祭拜，遂於家人與鄉親皆贊成下，組成「十八將軍廟建廟籌備委員會」，眾人選派黃東為主任委員。同月23日，雲林縣長廖泉裕向巡視雲林水災災情的總統李登輝反映程海村民有意建廟以悼念十八名罹難者，獲總統贊成。
1992年12月12日，舉行建廟開工儀式。投入兩百多萬興建，但因缺少資金，至1993年8月時已停工。1994年8月25日，廟宇已近完成，之前擔任國防部長的監察院長陳履安前來觀看廟宇興建進度，並向罹難的將士祭拜。

### 例祭
建祠後，軍方都會在此舉辦公祭，並派專車接送罹難者家屬參與追思活動。唐飛、陳肇敏等空軍將領都曾來祭拜。平日祠內稱不上香火鼎盛，但不乏有鄉民前來祭拜。居民如有兒子即將服兵役，也會前往此廟膜拜。在1990年代，中華民國空軍罹難者有建廟的還有七十二聖人廟。
2004年8月20日，嘉義空軍基地派員於十八將軍祠牆上鑲上公殞官兵簡介及照片。
黃東認為建立將軍祠後，他家族成員的事業格外順利，得以購買較多土地，像是建廟出資最多、從事服飾販售的四女兒，事後不到兩個月就淨賺四百多萬元，他的獨子更獲得博士學位。2005年8月21日，空軍總司令劉貴立來來十八將軍祠主持追悼會時，致贈黃東紀念品及水果禮盒，感謝其慷慨捐地建祠。2007年，黃東感言雖事已過十幾年，但不少家屬每次參加祭典，都還忍不住邊哭邊向他道謝，讓他覺得不好意思，因他只是單純想讓這些英靈有棲身之所。黃東去世後，女兒黃美珠、黃春滿經常代為行善，如在此祠發放送白米、物資救濟貧弱戶。